# 職業訓練指導員 (塑性加工科)
職業訓練指導員 (塑性加工科)（しょくぎょうくんれんしどういん そせいかこうか）は、職業訓練指導員免許のうちの1つ。厚生労働省管轄。

## 受験資格
職業訓練指導員免許の受験資格と試験免除を参照。1級または2級金属プレス加工技能士、建築板金技能士、工場板金技能士、鉄工技能士の保有者は実務経験不要で、1級合格者は実技と関連学科が免除され、2級合格者は実技が免除される。

## 試験科目

### 学科試験
1. 指導方法（職業訓練原理、教科指導法、訓練生の心理、生活指導及び職業訓練関係法規）
2. 関連学科
  1. 系基礎学科
    1. 材料（材料力学、金属材料）
    2. 製図（読図法）
    3. 溶接法（ガス溶接法、ガス切断法、アーク溶接法、電気抵抗溶接法、炭酸ガス溶接法、熱処理法）
    4. 測定法（測定用具及び機器、測定法）
    5. 安全衛生（安全管理、衛生管理）

  2. 専攻学科
    1. 工作法（板金工作法、プレス加工法）
    2. 試験検査法（試験検査機器、破壊検査、非破壊検査、関係法規）

### 実技試験
1. 板金工作
2. プレス加工